# Meljak (Barajevo)
Pour les articles homonymes, voir Meljak.
Meljak (en serbe cyrillique : Мељак) est une localité de Serbie située dans la municipalité de Barajevo et sur le territoire de la Ville de Belgrade. Selon les données du recensement de 2011, elle compte 2 208 habitants,.
Meljak une localité rurale en forte croissance démographique (1 307 habitants au recensement de 1991). Cette croissance est due à sa proximité de l'Ibarska magistrala, la « route de l'Ibar ».

## Géographie

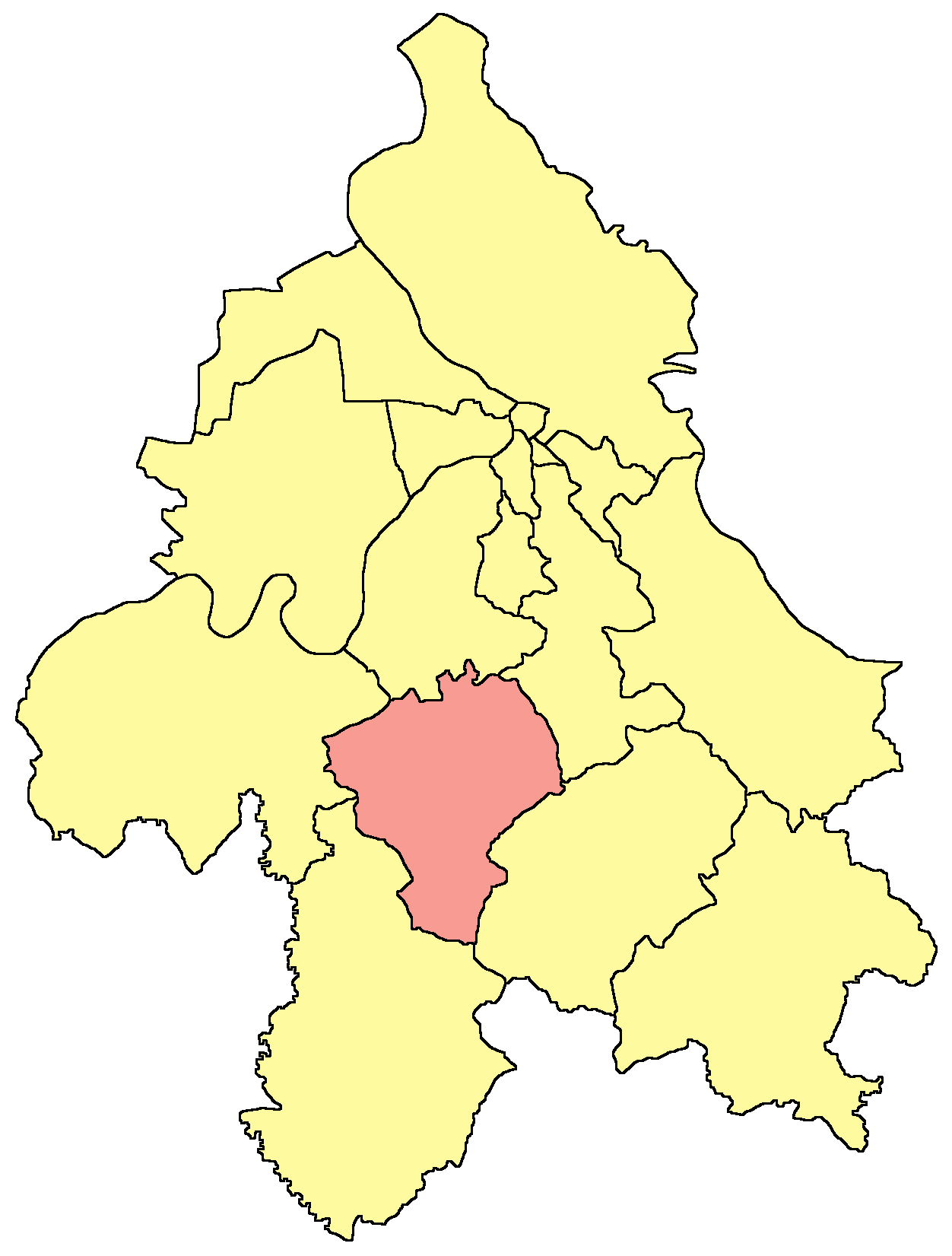
Localisation de la municipalité de Barajevo dans la Ville de Belgrade

Meljak est situé au nord-est de Barajevo, dans les faubourgs de Belgrade, à l'orée de la forêt de Lipovica.
Il est entouré par les localités suivantes :
|        | Velika Moštanica (municipalité de Čukarica) |                                      |
| Vranić | Meljak                                      | Barajevo (forêt de Lipovica) Guncati |
| Vranić |                                             | Baćevac                              |

## Histoire
Meljak faisait autrefois partie de la municipalité d'Umka, dissoute en 1960 et divisée entre les municipalités de Čukarica et Barajevo.

## Démographie

### Évolution historique de la population
| 1948 | 1953 | 1961 | 1971 | 1981  | 1991  | 2002  | 2011   |
| ---- | ---- | ---- | ---- | ----- | ----- | ----- | ------ |
| 743  | 712  | 675  | 701  | 1 065 | 1 307 | 1 772 | 2 208, |

|  |

### Données de 2002
Pyramide des âges (2002)
En 2002, l'âge moyen de la population était de 37,9 ans pour les hommes et 40,7 ans pour les femmes.
Répartition de la population par nationalités (2002)
En 2002, les Serbes représentaient 94,01 % de la population.

### Données de 2011
En 2011, l'âge moyen de la population était de 41,2 ans, 39,7 ans pour les hommes et 42,9 ans pour les femmes.